# Darkness Descends
Albums de Dark Angel
We Have Arrived
(1985) Leave Scars
(1989)
Darkness Descends est le deuxième album studio du groupe de Thrash metal américain Dark Angel. L'album est sorti en 1986 sous le label Combat Records.
C'est le premier album du groupe enregistré avec le batteur Gene Hoglan. C'est également le premier album avec Rob Yahn, qui a donc remplacé Mike Gonzalez à la basse. Il s'agit, enfin, du dernier album de Dark Angel enregistré avec Don Doty au chant.

## Musiciens
- Don Doty - Chant
- Eric Meyer - Guitare
- Jim Durkin - Guitare
- Rob Yahn - Basse
- Gene Hoglan - Batterie

## Liste des morceaux
| No | Titre                          | Durée |
| -- | ------------------------------ | ----- |
| 1. | Darkness Descends              | 5:49  |
| 2. | The Burning of Sodom           | 3:16  |
| 3. | Hunger of the Undead           | 4:16  |
| 4. | Merciless Death                | 4:04  |
| 5. | Death Is Certain (Life Is Not) | 4:15  |
| 6. | Black Prophecies               | 8:29  |
| 7. | Perish in Flames               | 4:49  |